# Naked News
Naked News, qui se définit comme « le programme qui n'a rien à cacher », est un site web fonctionnant par abonnement et présentant un journal télévisé. L'émission est réalisée à Toronto, Canada et diffusée quotidiennement au rythme de six épisodes de 25 minutes chacun par semaine. La présentatrice lit les informations entièrement dévêtue ou tout en effectuant un striptease. Naked News TV en est le pendant télévisé à péage ou par abonnement.
Naked News est également brièvement diffusé en nocturne sur les antennes de Citytv Toronto.

## Historique
Naked News, conçu par Fernando Pereira et Kirby Stasyna voit le jour en tant que service d'informations sur le web
au mois de juin 2000,. Il est animé par une seule présentatrice, Victoria Sinclair, mais s'est rapidement étoffé par l'adjonction de huit présentatrices et quelques présentateurs invités. Le site web se fait connaître de bouche à oreille et devient rapidement un des plus consultés. Au sommet de sa popularité, le site est visité par plus de six millions d'internautes chaque mois. À l'époque, une grande partie de son succès provient du fait que, commandité par la publicité, sa consultation est entièrement gratuite. En 2002, après que le mécénat se soit retiré, seulement une petite partie de ce dernier pouvait être consultée gratuitement et, à partir de 2004, l'accès à Naked News devient entièrement payant. Au début de l'année 2005 et jusqu'au mois de décembre 2009, une version de Naked News présentant des personnes en tenue d'Eve est visible gratuitement. À partir de cette dernière date, Naked News cesse d'être gratuit. La chaîne Sumo TV basée au Royaume-Uni diffuse quelques courts épisodes de Naked News alors que Playboy One, une chaîne gratuite de la télévision britannique, diffuse l'émission du lundi au vendredi à 21 h 30.
En 2001, le bulgare Stilian Ivanov commence à travailler chez MSAT et produit Naked News qui est commenté positivement par les médias du monde entier. Le National Council for Radio and Television met fin aux activités de Naked News peu de temps avant d'être lui-même dissous.
Une version masculine de l'émission a vu le jour en 2001 sur le mode de la version féminine. Bien que ciblant une clientèle féminine (30 % des internautes selon certaines sources), l'émission ne connaît pas la réputation de son homologue féminine. Elle évolue vers une perspective gay mais, cesse malgré tout de fonctionner le 31 octobre 2007. 
En janvier 2006, les propriétaires de Naked News, eGalaxy et Sunrise Corp, vendeurs de biens et services sur Internet, établissent un partenariat commercial, Naked News Japan. En raison de la loi japonaise concernant la diffusion des émissions, les présentatrices gardent leurs sous-vêtements. Cependant, les producteurs espèrent aller plus avant dans le futur.
En janvier 2008, eGalaxy annonce un nouveau développement dont la pièce maîtresse est Naked News Italia qui a débuté au mois de mars. La diffusion de Naked News Italia a depuis cessé.

## Présentateurs
La plupart des présentateurs et présentatrices ont été recrutés par la voie de petites annonces dans la presse écrite de Toronto (raison pour laquelle une grande partie d'entre eux en est originaire). Naked News a connu une importante rotation de ses équipes ainsi que des animateurs invités depuis ses débuts en 2000. Les présentatrices sont issues des médias dont la télévision (CBS Sunday Morning, The today show, The View, Sally Jessy Raphael, Entertainment Tonight, ET Insider) et d'un certain nombre de journaux et revues (TV Guide, Playboy). Beaucoup ont également été invitées sur les ondes radiophoniques, en particulier à l'émission d'Howard Stern.

### Présentatrices actuelles
En avril 2018, l'équipe se compose de:

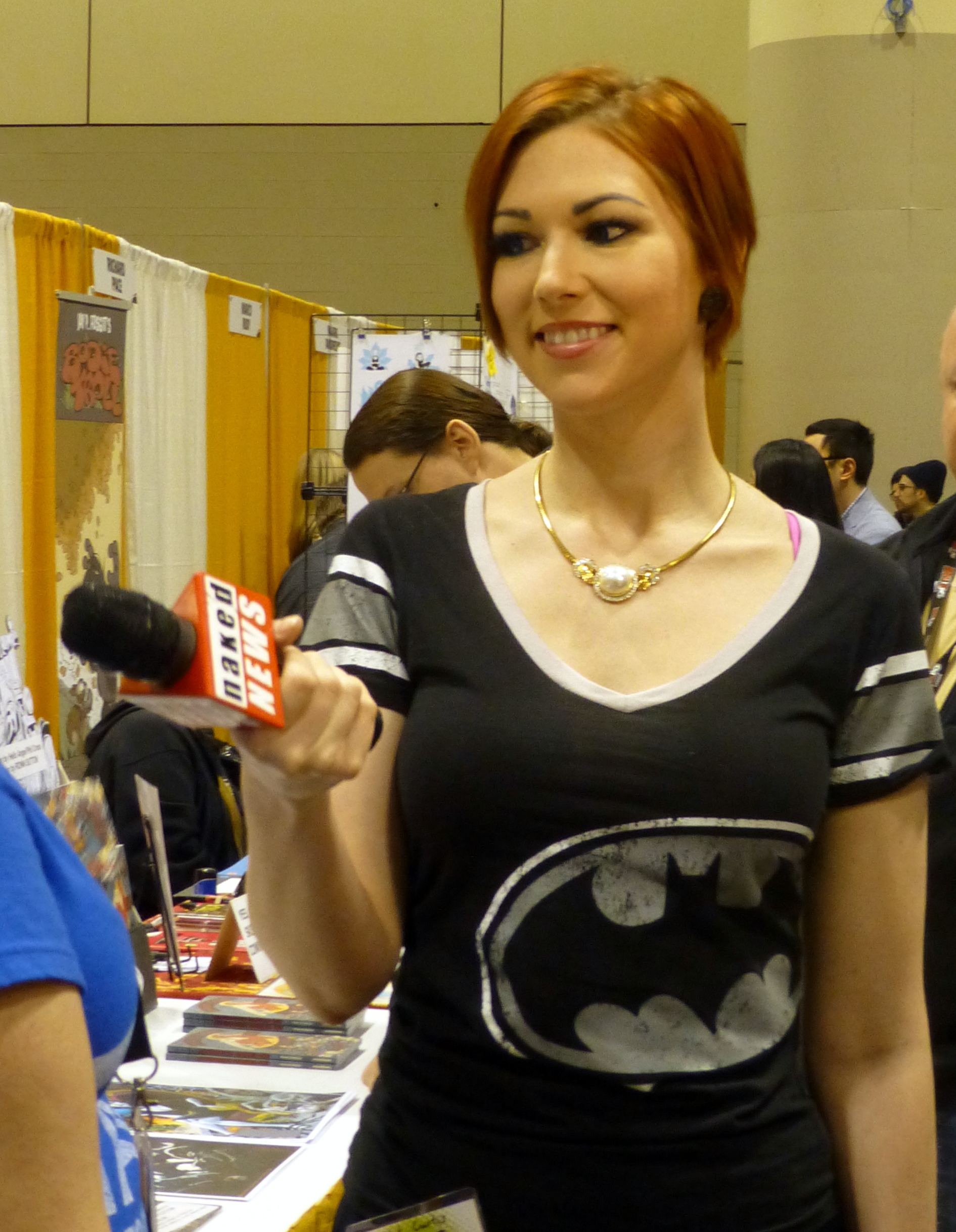
Katherine Curtis
présentatrice de Naked News

1. Whitney St-John (2006 - toujours en activité)
2. Eila Adams (2009 - toujours en activité)
3. Marina Valmont (2012 - toujours en activité)
4. Madison Banes (2015 - toujours en activité)
5. Alana Blaire (2017 - toujours en activité)
6. Shannon Blake (2017 - toujours en activité)
7. Laura Desiree (2017 - toujours en activité)
8. Tia Larose (2017 - toujours en activité)
9. Betsy Swoon (2017 - toujours en activité)
10. Frankie Kennedy (2018 - toujours en activité)

### Anciennes présentatrices

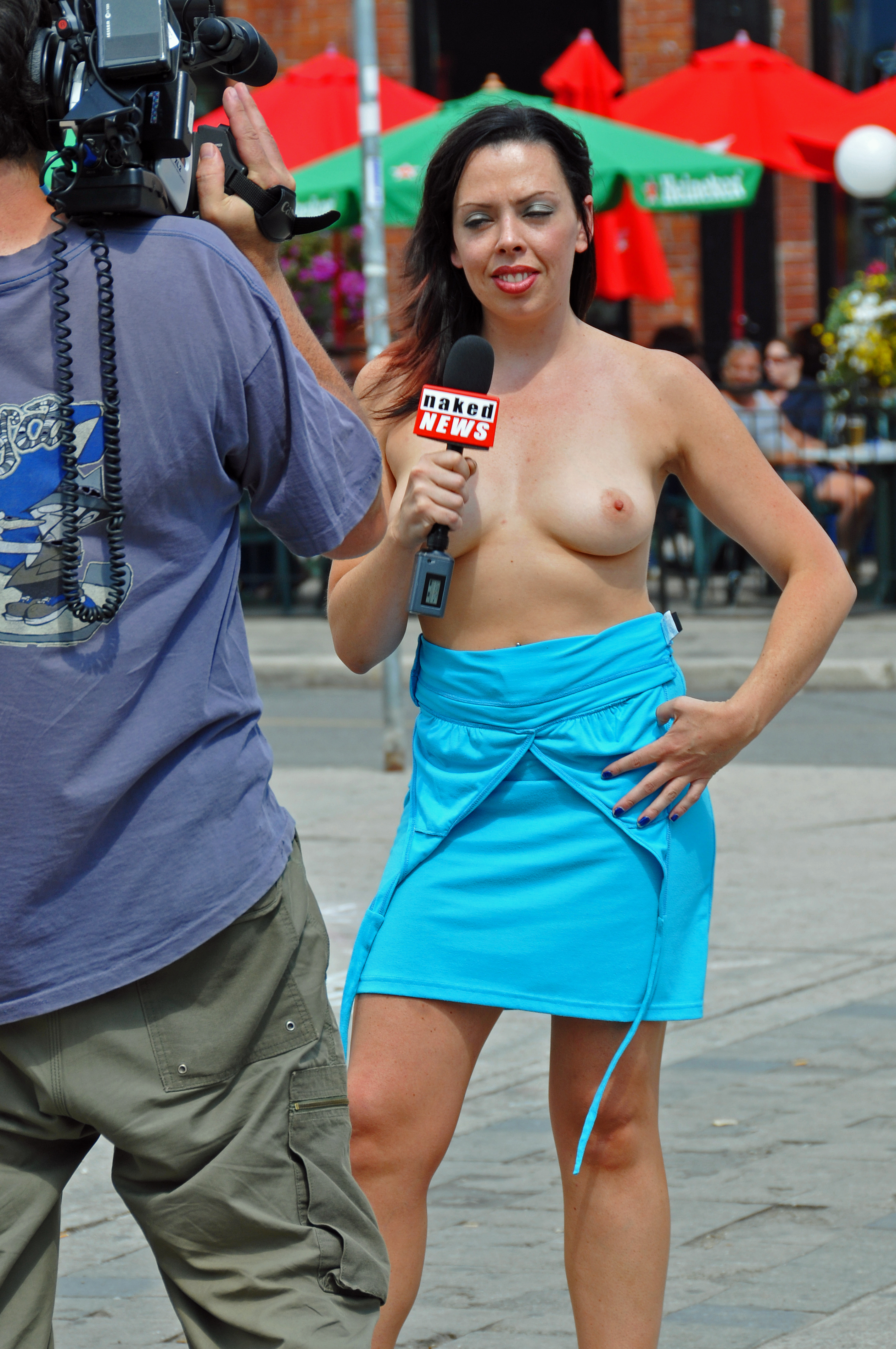
Christine Kerr en reportage pour Naked News à Toronto en 2008

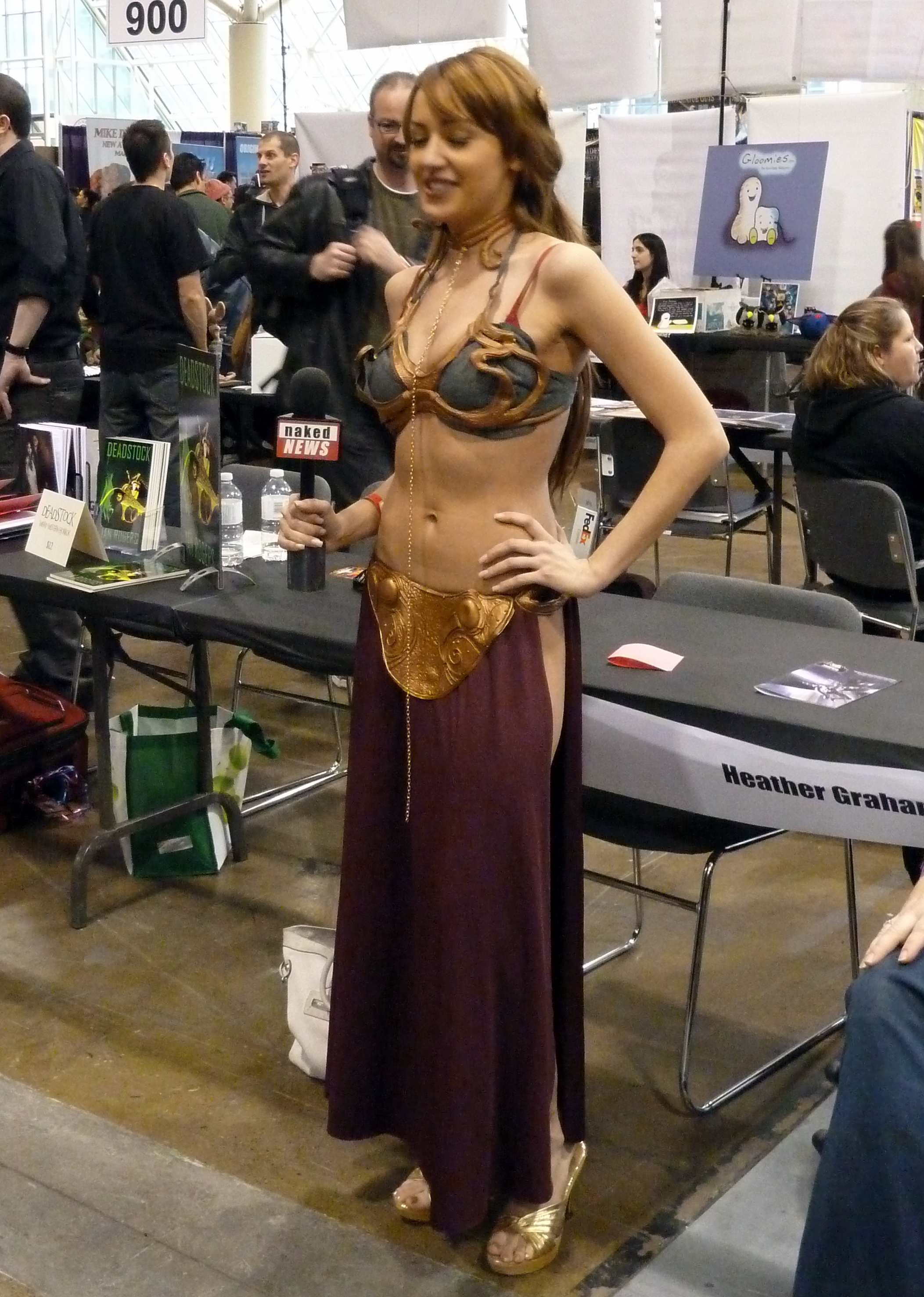
Rachel Simmons à Toronto en 2012

1. Diane Foster (2000–2001). homonyme de l'athlète canadienne du même nom.
2. Devon Calwell (2000–2001) – Entrée à l'âge de 19 ans chez Naked News, elle était la plus jeune des présentatrices.
3. Gretchen Frazier (2001–2002)
4. Kaye Grant (2001–2002)
5. Brooke Roberts (2001–2002)
6. Sarah Winters (2002–2003)
7. Kelli Graham (2002–2003)
8. Erin Sherwood (2000–2003)
9. Lynn Colson (2002–2004)
10. Alyson Jones (2001–2004)
11. Holly Weston (1999–2001, 2002–2004) – Elle a continué à présenter des émissions pendant toute sa grossesse.
12. Carmen Russo (2000–2002, 2004) – Homonyme du mannequin italien Carmen Russo, elle était, à 42 ans, la plus âgée de l'équipe.
13. Athena King (2001–2003, 2005) – alias "Athena la grecque".
14. Elizabeth Jansen (2001–2005)
15. Ashley Jenning (2003–2005)
16. Samantha Page (2003–2005)
17. Lisa Benton (2006)
18. Cameron Shore (2005–2006)
19. Gia Gomez (2003, 2005–2006)
20. Michelle Pantoliano (2002–2006) – Ancienne animatrice de la chaîne télévisée New York. Elle paraissait auparavant tous les Samedis sur les ondes de Naked News Magazine.
21. Alex Pantos (2006–2007)
22. Yukiko Kimura (2005–2007)
23. Lily Kwan (2001-??) -- "Naked in the streets" et  "Lily in the UK (Lily au Royaume-Uni)" épisodes périodiquement rediffusés.
24. Sandrine Renard (2001–2008)
25. Elle Kingsley (2008 - 2008)
26. Whitney St. John (2006–2007, 2009–2010)
27. Valentina Taylor (2007–2010)
28. April Torres (2003–2010)
29. Roxanne West (2001– 2012)
30. Ariella Banks (2009 - 2012)
31. Christine Kerr (2005 - 2012)
32. Laura Conner (2012 - 2013)
33. Marina Valmont (2012 - 2013)
34. Erica Stevens (2002–2006, 2007–2008, 2013 - 2013)
35. Rachelle Wilde (2010 - 2014)
36. Rachel Simmons (2006 - 2014)
37. Andrea Sully (2015 - 2015)
38. Jacqui Childs (2013 - 2015)
39. Victoria Sinclair (2000 - 2015) – Première présentatrice de Naked News. Elle a tout d'abord travaillé en solo avant qu'on lui adjoigne de nouveaux journalistes.
40. Peyton Priestly (2011 - 2016)
41. Isabella Rossini (2014 - 2016)
42. Angie Heyward (2014 - 2016)
43. Elise Laurenne (2016 - 2016)
44. Katherine Curtis (2008 - 2017)
45. Natasha Olenski (2010 - 2017)
46. Carli Bei (2014 - 2017 : Guest Anchor)
47. Addylin Bailey (2016-2017)
48. Roxanne O'Neill (2016-2017)
49. Erika Jordan (2017 - 2017 : Guest Anchor)

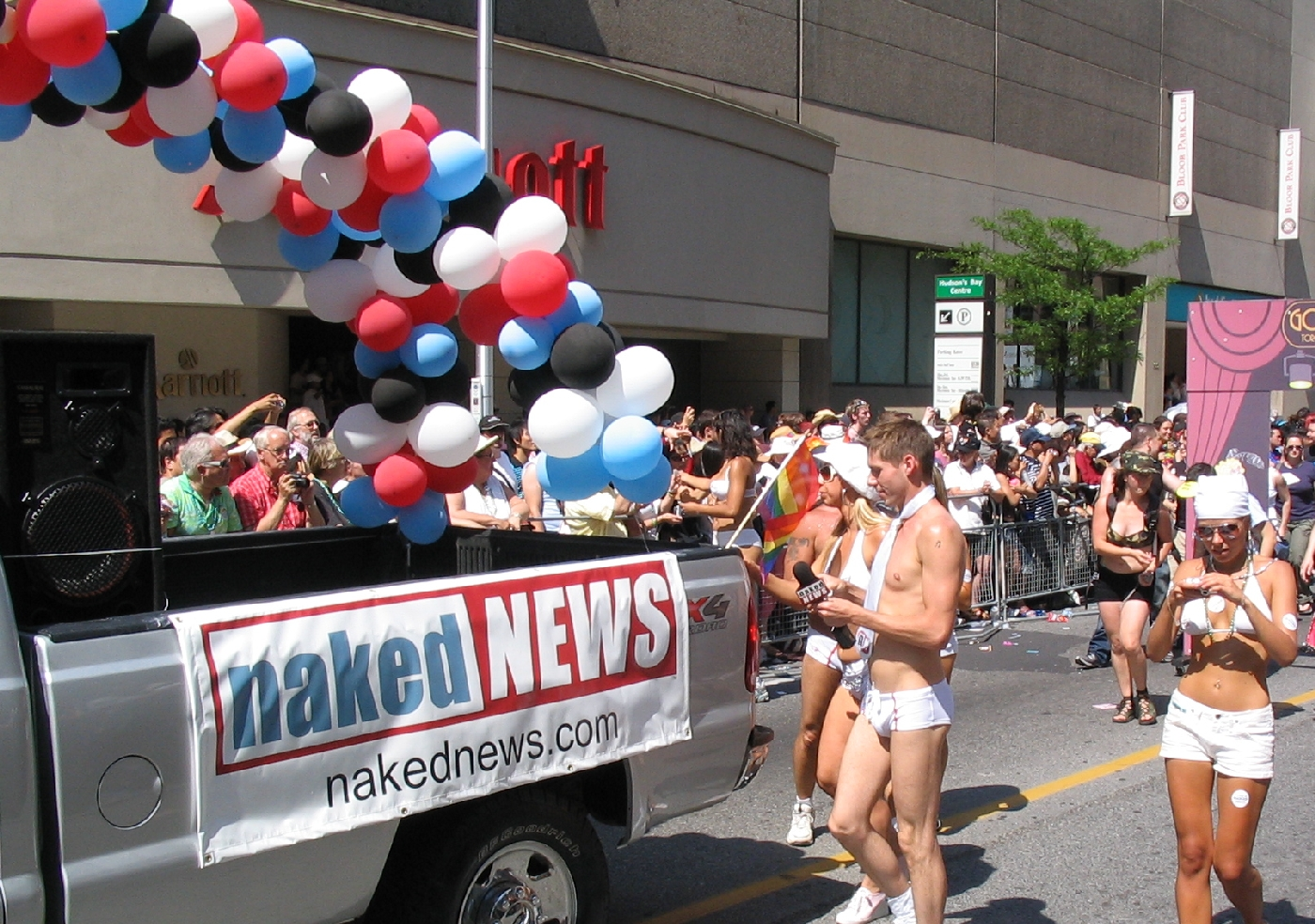
Naked News lors de la Toronto Pride Parade de 2007

### Anciens présentateurs
1. Enza Anderson
2. Pedro Cavallo
3. Jeremy Chase (2004-2007)
4. Dale Danforth
5. Billy Prescott
6. Lucas Tyler (2001-2007) – Le premier présentateur de l'émission. Actuellement producteur et réalisateur. Aurait une ressemblance avec le journaliste Matt Lauer de NBC.
7. Matt Waterman
8. Joshua Holt (2001–2004) – A récemment déclaré qu'il est homosexuel dans les pages de la revue The Advocate.
9. Jack Lange (2004)
10. Malcolm Matisse
11. Cole McQuade (2004)
12. Warren Michaels (2001)
13. Robert Milan (2001–2002)
14. Raoul Santos (2001–2004)
15. Johnny Saputo
16. Derek Shaw
17. Brock Stern (2003–2004)
18. Brendan Tanner (2002–2004)

### Auteurs actuels
1. Bradley Yandon
2. Trevor Aune

## Programmes apparentés
Un « précurseur » de Naked News se trouve dans un épisode de Monty Python's Flying Circus au cours duquel Terry Jones entame un striptease tout en commentant rapidement les nouvelles économiques.
À la fin des années 1990, la chaîne câblée L!VE TV de la télévision britannique diffuse Tiffany's Big City Tips au cours duquel le mannequin Tiffany Banister donne les nouvelles financières tout en s'effeuillant pour ne garder, finalement, que ses sous-vêtements.
Le succès initial du concept engendre de nombreux imitateurs dont, par exemple, The Daily Flash, un programme d'informations sur Playboy Channel[réf. nécessaire]. La plupart sont hébergés sur Internet.
On peut citer:
- Comédie! – En 2001, cette chaîne française câblée a diffusé un certain nombre d'épisodes au cours desquels des acteurs et actrices se déshabillent tout en lisant des blagues. En 2006, la chaîne va plus loin avec Les Nuz, plagiant entièrement les bulletins d'informations de Naked News, y compris les stripteases. La seule différence est que les présentateurs et présentatrices conservent leur slip.
- Radio Tango – une station radio d'Oslo (Norvège) a montré, une seule fois, le striptease d'une présentatrice sur son site Internet.

Un pareil phénomène fait son apparition sous le nom de "Noodie News"  dans le roman de science fiction Oryx and Crake de Margaret Atwood publié en 2003, , .
Une chaîne d'information pornographique, Голая Правда (La vérité crue), a été diffusée à des heures tardives en Russie au début des années 2000[réf. nécessaire]
Počasíčko (diminutif de "météo") est un petit programme diffusé après 22 heures par TV Nova tchèque à partir de janvier 1998 au cours duquel une présentatrice (parfois un présentateur) est habillé(e) en fonction du bulletin météorologique prévu pour le lendemain. Cette émission est arrêtée au bout de quelques jours pour être reprise uniquement sur le Web à partir de février 2007. Le nouveau portail de TV Nova sur le net, ouvert en mai 2008, renferme une section  "Red News" sujette à controverse. Interrogée au sujet de Naked News, la chaîne nie l'existence de toute licence et souligne sa primauté avec Počasíčko.
En juin 2009, lancement de Naked News Korea en tant que franchise de Naked News. Sa forme est semblable à celle de la version canadienne mais avec moins de nudité. Son président directeur général John Chau disparaissait à peine un mois plus tard sans avoir payé son équipe et sans compensation pour ses souscripteurs.
Au mois de mars 2010, des étudiants de l'Université de Cambridge présentent un programme d'informations comportant des personnes dévêtues sur Cambridge University Television.
En France, un site d'informations Les graves infos est lancé vers le milieu de l'année 2009 avec une fille se déshabillant en fonction du temps. Ce site est fermé en février 2010.

## Parodies
Fuck News, un épisode du journal télévisé satirique Eating Media Lunch (en) diffusé en 2005, montre un présentateur forniquant dans une parodie de Naked News.